# Confederación Sudamericana de Tenis
La Confederación Sudamericana de Tenis, más conocida como COSAT, es la confederación de asociaciones de tenis nacionales de Sudamérica. Fue fundada el 20 de octubre de 1947. Su sede está en la ciudad de Asunción, Paraguay, en Avenida Santísimo Sacramento N.º 2376 y se encuentra afiliada a la ITF.
Es una institución privada, sin fines de lucro, de ámbito regional y rectora de la actividad tenística de Sudamérica, para los países de Argentina, Bolivia, Brasil, Chile, Colombia, Ecuador, Paraguay, Perú, Uruguay y Venezuela, que están afiliados a la Confederación Sudamericana de Tenis.
Su actual Comité de Dirección está compuesto por:
- Presidente: Rafael Westrupp (Brasil)
- Secretario General: Rubén Marturet (Uruguay)
- Director: Edmundo Rodríguez (Bolivia)

## Asociaciones y Federaciones afiliadas
Diez asociaciones nacionales de tenis pertenecen a la COSAT.
| País      | Federación                                   | Ingreso | Selecciones Masculina             | Selecciones Femenina                         |
| --------- | -------------------------------------------- | ------- | --------------------------------- | -------------------------------------------- |
| Argentina | Asociación Argentina de Tenis (AAT)          | 1949    | Equipo de Copa Davis de Argentina | Equipo de Copa Billie Jean King de Argentina |
| Bolivia   | Federación Boliviana de Tenis (FBT)          | 1948    | Equipo de Copa Davis de Bolivia   | Equipo de Fed Cup de Bolivia                 |
| Brasil    | Confederação Brasileira de Tênis (CBT)       | 1948    | Equipo de Copa Davis de Brasil    | Equipo de Fed Cup de Brasil                  |
| Chile     | Federación de Tenis de Chile (Fetech)        | 1948    | Equipo de Copa Davis de Chile     | Equipo de Copa Billie Jean King de Chile     |
| Colombia  | Federación Colombiana de Tenis (FCT)         | 1969    | Equipo de Copa Davis de Colombia  | Equipo de Copa Billie Jean King de Colombia  |
| Ecuador   | Federación Ecuatoriana de Tenis (FET)        | 1949    | Equipo de Copa Davis de Ecuador   | Equipo de Fed Cup de Ecuador                 |
| Paraguay  | Asociación Paraguaya de Tenis (APT)          | 1949    | Equipo de Copa Davis de Paraguay  | Equipo de Fed Cup de Paraguay                |
| Perú      | Federación Deportiva Peruana de Tenis (FDPT) | 1948    | Equipo de Copa Davis de Perú      | Equipo de Fed Cup de Perú                    |
| Uruguay   | Asociación Uruguaya de Tenis (AUT)           | 1948    | Equipo de Copa Davis de Uruguay   | Equipo de Fed Cup de Uruguay                 |
| Venezuela | Federación Venezolana de Tenis (FVT)         | 1949    | Equipo de Copa Davis de Venezuela | Equipo de Fed Cup de Venezuela               |

1. ↑  «Copia archivada». Archivado desde el original el 25 de julio de 2011. Consultado el 8 de junio de 2011.